# Луис Пикамолес
Луис Пикамолес (енгл. Louis Picamoles; 5. фебруар 1986) професионални је рагбиста и репрезентативац Француске, који тренутно игра за Тулуз. Висок 192 цм, тежак 116 кг, игра у трећој линији скрама. Прошао је кроз млађе селекције Монпељеа, а за сениорски тим је дебитовао 2. октобра 2004. За Монпеље је до 2009. одиграо 64 мечева и постигао 55 поена. Лета 2009. прешао је у Тулуз за који је до сада одиграо 150 мечева и постигао 110 поена. Помогао је Тулузу да освоји титулу шампиона Француске. За селекцију Француске дебитовао је 2008. против Ирске. Био је део француске репрезентације која је освојила титулу шампиона Европе 2010. и дошла до финала светског првенства 2011. За "галске петлове" је до сада одиграо 51 тест меч и постигао 30 поена.